# Bang Bus
Bang Bus è un sito web pornografico parte del network di siti Bang Bros gestita da Kristopher Hinson e dalla società di Penn Davis, Ox Ideas. I due sono amici che hanno frequentato la scuola insieme. Greg Entner (conosciuto come "Sanchez" o "Dirty Sanchez") ha lavorato per l'azienda come direttore di scena e operatore della macchina fotografica ed è apparso nella maggior parte degli episodi di Bang Bus.
I video vengono girati da Entner in stile pornografico gonzo e sono anche conosciuti per il loro approccio umoristico.

## Nascita e apertura del sito
Bang Bus è nato nel 1999, il sito venne aperto nel 2001 e il primo dvd venne venduto nel 2003.

## Concetto
Il concetto del sito si sviluppa generalmente in episodi di 45 minuti di durata, i tre girano Miami e dintorni con un furgone, caricano una ragazza (a volte una famosa pornostar) e dopo aver fatto del sesso orale hanno un rapporto sessuale mentre uno di loro guida per la città 
Il mezzo utilizzato è un Chevrolet Express prima serie. 

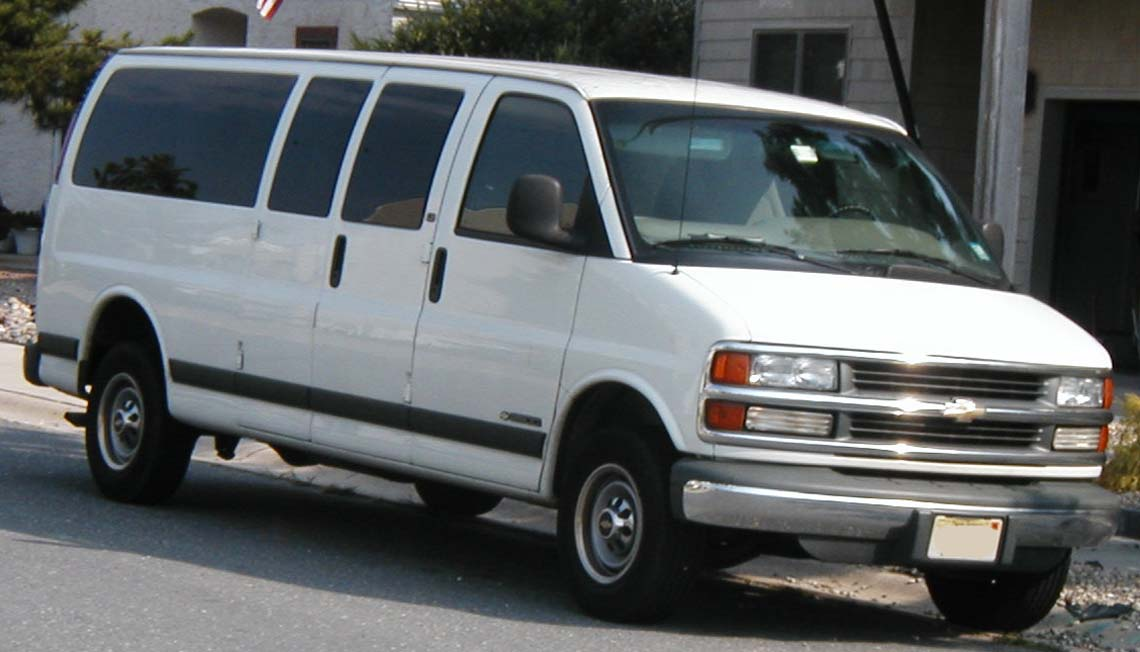
Un Chevrolet Express simile a quello utilizzato da Bang Bus.

## Riconoscimenti
Il sito ha vinto ben cinque AVN Award tra il 2006 e il 2009.
- 2006 AVN Award: Best Amateur Release
- 2006 AVN Award: Best Amateur Series
- 2007 AVN Award: Best Amateur Release
- 2008 AVN Award: Best Gonzo Release
- 2009 AVN Award: Best Pro-Am Series